# Klinische Monatsblätter für Augenheilkunde
Klinische Monatsblätter für Augenheilkunde (skrót: KliMo, Klin Monbl Augenheilkd) – niemieckie czasopismo okulistyczne wydawane od 1863. Oficjalny organ Niemieckiego Towarzystwa Okulistycznego. Miesięcznik.
Periodyk założyli trzej niemieccy okuliści: Carl Wilhelm von Zehender, Theodor Saemisch oraz Albrecht von Gräfe. Od 1863 do 1925 czasopismo ukazywało się, tak jak obecnie, pod nazwą „Klinische Monatsblätter für Augenheilkunde”. Następnie w latach 1925–1962 nosiło rozszerzony tytuł „Klinische Monatsblätter für Augenheilkunde und für augenärztliche Fortbildung”. W 1963 powrócono do nazwy „Klinische Monatsblätter für Augenheilkunde”.
Czasopismo jest recenzowane i ma profil praktyczno-kliniczny (jest adresowane do praktykujących okulistów). Każde wydanie ma temat wiodący i zawiera artykuły oryginalne, omówienie wyników najważniejszych badań międzynarodowych i najważniejszych artykułów z wiodących czasopism okulistycznych; ponadto ukazują się tu opracowania dotyczące praktyki okulistycznej oraz porady prawne z obszaru okulistyki. Czasopismo daje niemieckim okulistom możliwość zdobywania punktów edukacyjnych w ramach systemu kształcenia ustawicznego CME (Continuing Medical Education). Wydawcą jest Georg Thieme Verlag KG ze Stuttgartu.
Pismo ma wskaźnik cytowań (impact factor) wynoszący 0,882 (2017). W międzynarodowym rankingu SCImago Journal Rank (SJR) mierzącym wpływ i znaczenie poszczególnych czasopism naukowych „Klinische Monatsblätter für Augenheilkunde” zostało sklasyfikowane w 2017 na 82. miejscu wśród czasopism okulistycznych. W polskich wykazach czasopism punktowanych przez Ministerstwo Nauki i Szkolnictwa Wyższego czasopismo otrzymało kolejno: 15 pkt (2013-2016) oraz 40 pkt (2019).
Czasopismo jest indeksowane w Current Contents, Science Citation Index, Ocular Resources Review, Medline, EMBASE oraz w Scopusie.